# Leptotrochila svalbardensis
Leptotrochila svalbardensis är en svampart som först beskrevs av Lind, och fick sitt nu gällande namn av Spooner & Nauta 2000. Leptotrochila svalbardensis ingår i släktet Leptotrochila och familjen Dermateaceae.   Inga underarter finns listade i Catalogue of Life.